# HMS Victory (1620)
HMS Victory – angielski trójmasztowy galeon, który wszedł do służby w Royal Navy w 1620 roku. Początkowo klasyfikowany jako Great Ship, następnie jako okręt II rangi. Po dużej przebudowie w 1666 roku jego uzbrojenie wzrosło z 42 do 82 dział. Rozebrany w 1691 roku. 

## Projekt i budowa
W 1618 roku angielska komisja rządowa (Jacobean Commission of Enquiry) opracowała raport postulujący wzmocnienie sił Royal Navy o sześć nowych dużych okrętów. Okręty, które klasyfikowano jako Great Ships, miały być nieco mniejsze od już istniejących Royal Ships . Zakładano, że planowane jednostki będą stanowiły główną siłę nowej floty. Każdy okręt miał mieć wyporność około 650 ton i uzbrojenie składające się z 42 dział. Okręty miały zostać zbudowane w stoczni w Deptford, pod nadzorem głównego budowniczego okrętów Brytyjskiej Kompanii Wschodnioindyjskiej Williama Burrella. Okręty miały być budowane parami. Kontrakt na budowę dwóch pierwszych jednostek, „Constant Reformation” i „Happy Entrance”, miał wartość 8575 funtów. Zamówienie na drugą serię okrętów złożono 10 marca 1620 roku, po takiej samej cenie jak pierwszą serię. Nowe okręty otrzymały imiona „Victory” i „Garland”.
Wodowanie „Victory” miało miejsce 10 października 1620 roku w stoczni Deptford . W 1664 roku w Chatham, rozpoczęła się gruntowna przebudowa okrętu. Został on częściowo rozebrany, a następnie powiększony. Liczba dział w które był uzbrojony okręt zwiększyła się do 82. Po przebudowie okręt ponownie wszedł do służby 1 maja 1666 roku .

## Służba
Po wejściu do służby między majem a sierpniem 1621 roku pierwszą misją „Victory”, była wyprawa przeciwko piratom bazującym w Algierze. W maju 1622 roku w rejonie kanału La Manche uczestniczył w misji przeciwko piratom, jednak nie napotkał wrogich jednostek. Latem 1626 roku, a także jesienią 1632 roku, w rejonie kanału La Manche uczestniczył w misjach ochrony żeglugi przed atakami piratów algierskich i pochodzących z Dunkierki . Po wybuchu angielskiej wojny domowej w 1642 roku okręt znajdował się w posiadaniu sił wiernych królowi. Ostatecznie przeszedł jednak na stronę sił popierających parlament .
Pomiędzy sierpniem a październikiem 1651 roku był okrętem flagowym admirała Roberta Blaka. We wrześniu 1651 roku oddał salut armatni w związku z zakończoną zwycięstwem wojsk Cromwella, bitwie pod Worcesterem, która była ostatnim starciem angielskiej wojny domowej .

Obraz przedstawiający rozegraną w czerwcu 1666 roku bitwę czterodniową, w której brał udział HMS „Victory”

### I wojna angielsko-holenderska
Od początku 1652 roku rosło napięcie pomiędzy Anglią a Holandią. Konflikt dotyczył głównie sporu o kontrolę nad handlem morskim. Do pierwszego poważniejszego starcia obu stron doszło 29 maja 1652 roku w bitwie morskiej pod Dover, które poprzedziło formalne rozpoczęcie wojny 10 lipca 1652 roku . 10 grudnia „Victory” wziął udział w zakończonej porażką Anglii bitwie morskiej pod Dungeness. W czerwcu 1653 roku okręt wziął udział w zwycięskiej dla Anglików bitwie morskiej pod Gabbard, podczas której po raz pierwszy jedna ze stron zastosowała szyk liniowy.

### II wojna angielsko-holenderska
Po przebudowie w 1666 roku, pierwszą misją okrętu była toczona w ramach II wojny Angielsko-Holenderskiej bitwa czterodniowa, która rozpoczęła się 11 czerwca 1966 roku .
Okręt wziął także udział w rozpoczętej w 1672 roku III wojnie angielsko-holenderskiej.
W 1690 roku „Victory” miał zostać ponownie przebudowany, jednak ostatecznie do tego nie doszło i został rozebrany w 1691 roku .